# Kraftwerk Gitaru
Das Kraftwerk Gitaru (englisch Gitaru power station) ist ein Laufwasserkraftwerk auf der Grenze zwischen den Countys Embu und Machakos in Kenia. Es ist am längsten Fluss Kenias, dem Tana, gelegen.
Das Kraftwerk wurde 1978 in Betrieb genommen. Es ist im Besitz der Kenya Electricity Generating Company (KenGen), wird aber von der Tana River Development Authority (TARDA) betrieben.

## Absperrbauwerk
Das Absperrbauwerk besteht aus einem Staudamm mit einer Höhe von 30 m. Die Länge der Dammkrone beträgt 580 m.
Der Staudamm verfügt über eine Hochwasserentlastung mit drei Toren, über die maximal 3.500 m³/s abgeleitet werden können. Das Bemessungshochwasser liegt bei 4.500 m³/s; die Wahrscheinlichkeit für das Auftreten dieses Ereignisses wurde mit einmal in 10.000 Jahren bestimmt.

## Stausee
Beim normalen Stauziel von 924 m (max. 925,5 m bei Hochwasser) fasst der Stausee rund 16 Mio. m³ Wasser.
Die Wasserführung des Tana schwankt stark: der Durchschnitt liegt bei 94 m³/s, das Maximum bei 1.926 m³/s und das Minimum bei 17 m³/s (basierend auf Aufzeichnungen, die seit dem Jahre 1947 erstellt wurden). Es gibt zwei Regenzeiten: die erste dauert in der Regel von April bis Juni, die zweite von November bis Dezember.

## Kraftwerk
Das Kraftwerk Gitaru ist mit einer installierten Leistung von 225 MW das größte Wasserkraftwerk in Kenia. Die durchschnittliche Jahreserzeugung schwankt mit der Wasserführung des Tana: sie lag im Jahre 2008 bei 655 Mio. kWh und im Jahre 2007 bei 977 Mio. kWh.
Die Internationale Bank für Wiederaufbau und Entwicklung (IBRD) schätzte die durchschnittliche Jahreserzeugung vor Errichtung des Kraftwerks auf 900 Mio. kWh, wobei aber zu berücksichtigen ist, dass zu diesem Zeitpunkt das Kraftwerk Masinga mit seinem Speichersee noch nicht errichtet war.
Die ersten beiden Francis-Turbinen mit einer Leistung von 72,5 MW wurden 1978 in Betrieb genommen, die dritte mit einer Leistung von 81,5 MW im Jahre 1999. Sie befinden sich in einem unterirdischen Maschinenhaus (L×B×H: 74×18×32 m).
Die maximale Fallhöhe beträgt 136 m.

## Sonstiges
Die IBRD schätzte die Gesamtkosten des Projekts (inklusive einer 275-kV-Leitung mit 111 km Länge nach Nairobi und einer 132-kV-Leitung mit acht Kilometern Länge zum Kraftwerk Kamburu) im Mai 1975 auf 123,578 Mio. USD.
Am 25. Juli 1975 gewährte die IBRD der Tana River Development Company Limited einen Kredit in Höhe von 63 Mio. USD für die Errichtung des Kraftwerks. Der Zinssatz dafür betrug 8,5 %.
Das Kraftwerk ist Teil einer Kette von fünf Wasserkraftwerken am Tana – Masinga, Kamburu, Gitaru, Kindaruma und Kiambere – die zusammen eine installierte Leistung von 567 MW haben. In den 1970er-Jahren wurden Machbarkeitsstudien für den Ausbau der Wasserkraft am Tana durchgeführt, die eine Kaskade von elf Kraftwerken vorsahen. Davon wurden aber bisher nur die obigen fünf realisiert.